# Morrisville (Missouri)
Morrisville – miasto w Stanach Zjednoczonych, w stanie Missouri, w hrabstwie Polk.